# Ludwig Redtenbacher
Ludwig Redtenbacher, född den 10 juni 1814 i Kirchdorf an der Krems, död den 8 februari 1876 i Wien, var en österrikisk läkare och entomolog, främst intresserad av skalbaggar. Han var bror till kemisten Josef Redtenbacher. Mellan 1833 och 1838 studerade Redenbacher medicin vid Wiens universitet och blev avlönad praktikant 1840. 1843 blev han medicine doktor, från 1847 arbetade han som assistent vid de entomologiska samlingarna vid Hofnaturalienkabinett. 1851 blev han professor i zoologi i Prag och från 1860 direktör för Naturhistoriska museet i Wien.
Trots att Redtenbacher främst arbetade med skalbaggar från Österrike blev hans nya sätt att klassificera allmänt antaget. Han är även känd för sitt arbete med skalbaggar som samlades in vid Novaraexpeditionen. Han beskrev även många av de skalbaggar och samlades in av Ida Pfeiffer och skrev den entomologiska delen av Joseph Russeggers Reisen in Europa, Asien und Afrika.
Redtenbachergasse i Wiens stadsdelar Ottakring och Hernals uppkallades efter honom 1894.